# Územněsprávní členění
Územněsprávní členění (také územně správní), též územněsprávní dělení, administrativní/správní dělení/členění je způsob, jakým státní správa geograficky rozděluje státní území na menší celky (tzv. územněsprávní jednotky), na nichž je vykonávána místní státní správa nebo samospráva. Tyto celky jsou pak definovány dvěma veličinami – svým územím a svým postavením ve správním systému.
Ne každé územní dělení je současně správním – existují dělení založená na jiných kritériích, např. nářečí, spádovost, příslušnost k pobočce firmy apod. Problematice rozčleňování území obecně se věnuje regionalizace.